# 让-皮埃尔·马埃

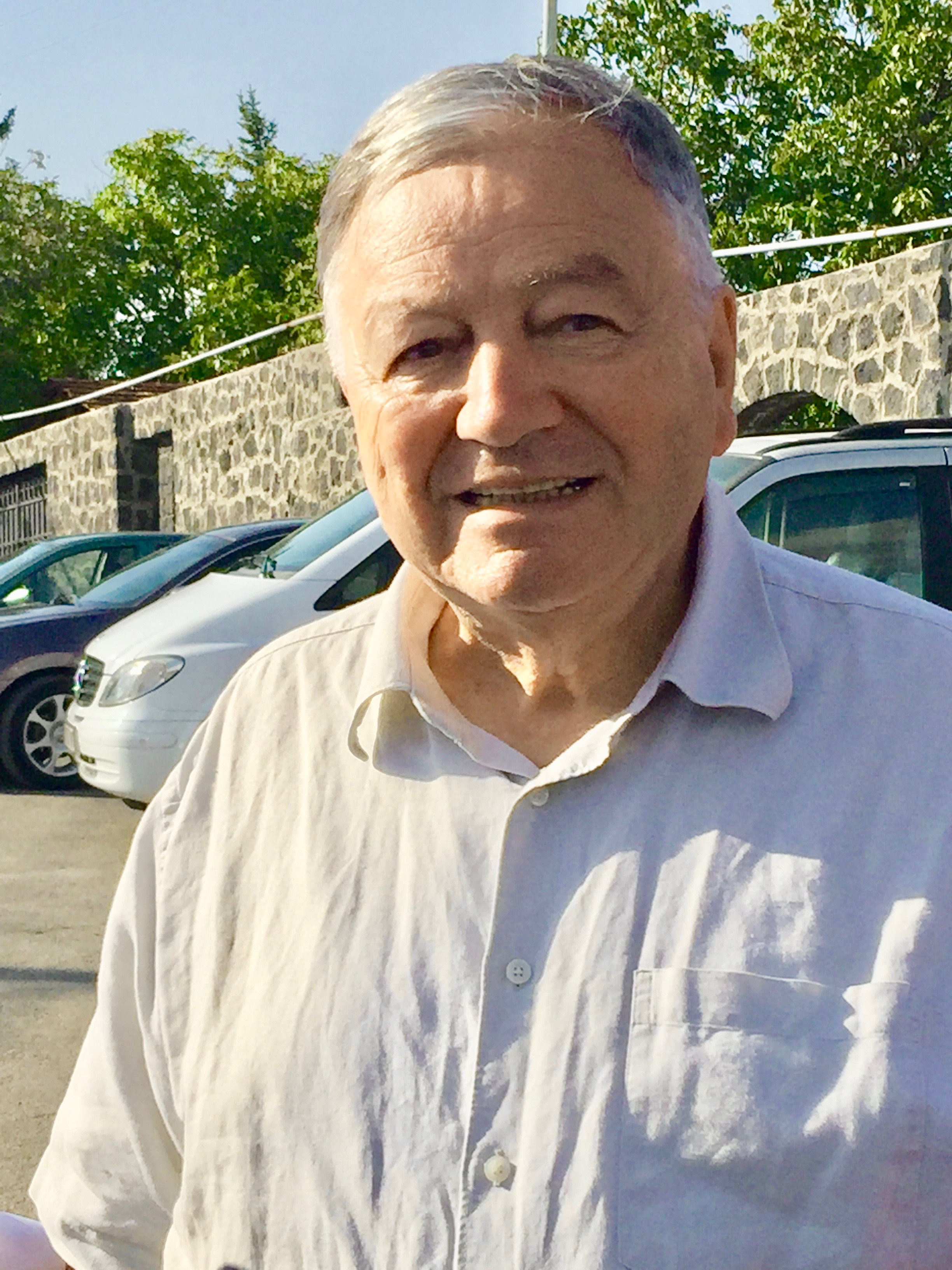

让-皮埃尔·马埃（法語：Jean-Pierre Mahé，法語發音：[ʒɑ̃ pjɛʁ mae]；1944年3月21日—；又译马艾），法国东方学家、语言学家和高加索历史学家，是一位研究亚美尼亚的专家。

## 著作
- 《从埃及到高加索：探索未知的古文献世界》（生活·读书·新知三联书店，2015）